# Campbeltown Library and Museum

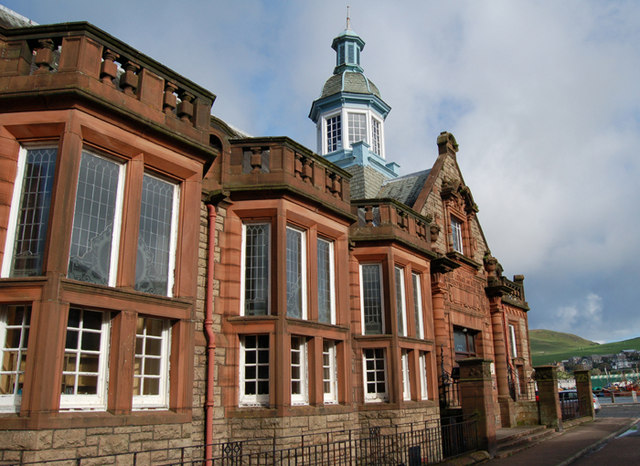
Campbeltown Library and Museum

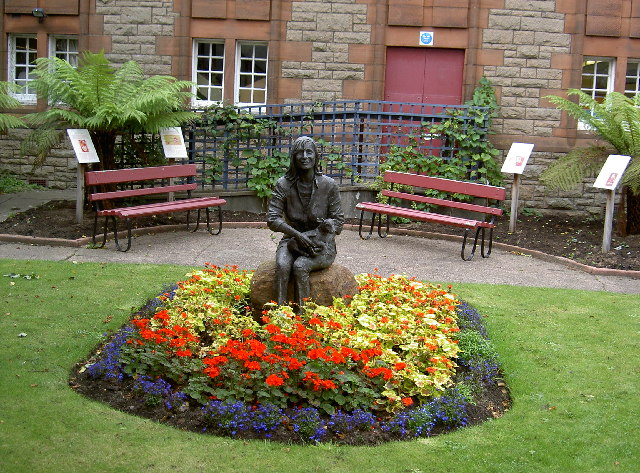
Linda-McCartney-Garten

Campbeltown Library and Museum (deutsch: Campbeltownbücherei und -museum) ist ein Museum und ehemalige Bücherei in der schottischen Stadt Campbeltown. Es befindet sich im Stadtzentrum an der Kreuzung zwischen St John Street und Hall Street. 1984 wurde das Gebäude in die schottischen Denkmallisten in der höchsten Kategorie A aufgenommen.

## Geschichte
Stifter des Gebäudes war der aus Campbeltown stammende James MacAlister Hall. Dieser kehrte nach einer langjährigen Karriere in Indien in seinen Geburtsort zurück. Als Architekten engagierte er mit John James Burnet einen der erfolgreichsten schottischen Architekten dieser Zeit, der einen Entwurf im schottisch viktorianischen Stil vorlegte. Das Gebäude wurde in den Jahren 1897 und 1898 erbaut, wobei ausschließlich hochwertige Materialien verwendet wurden. Später wurde die Bibliothek aus dem Gebäude ausgelagert und die freiwerdenden Räumlichkeiten als Verwaltungsräume der Stadt Campbeltown genutzt. Es beheimatet das städtische Trauzimmer. Der Garten im Innenhof wurde im 21. Jahrhundert umgestaltet und Linda McCartney gewidmet. Eine Skulptur, der die Fotografin und Musikerin zeigt, wurde dort aufgestellt.

## Ausstellung
Die Ausstellung umfasst Exponate verschiedener Themengebiete, darunter Archäologie, Naturgeschichte, Sozial- und Industriekulturgeschichte. Neben der Darstellung des Einflusses der Fischerei auf die Stadt Campbeltown sind auch lokale und regionale Fundstücke aus der Stein-, Bronze- und Wikingerzeit ausgestellt. Außerdem wird eine bedeutende Sammlung der überregional bekannten Maler William McTaggart, Campbell Mitchell und Archibald MacKinnon gezeigt. Der Besuch der Ausstellung ist kostenlos.